# Aponotoreas synclinalis
Aponotoreas synclinalis là một loài bướm đêm trong họ Geometridae.